# Tóth Andrea (vízilabdázó, 1981)
Kiszelly-Tóth Andrea (született: Tóth Andrea, Kecskemét, 1981. augusztus 7. –) magyar vízilabdázó, kapus. A magyar válogatott tagja volt 2000 és 2008 között. Részt vett az athéni olimpián, valamint több Európa-bajnokságon és világligán is. Kétszeres magyar bajnok. A sportsajtóban Tóth II Andrea néven szerepelt.

## Pályafutása
Vízilabdázó pályafutását Kecskeméten kezdte, a Villanó Fókák színeiben. Később a BVSC játékosa lett, majd 2003-tól a Dunaújvárosi Főiskola VE kapusa volt. A Dunaújvárossal kétszeres magyar bajnok (2004, 2005) és  Magyar Kupa győztes (2004) lett.
2005-ben az olasz Volturno SC szerződtette, ahol két idényt töltött el. Ezután a Hungerit-Szentes csapatához igazolt. 2008-ban vonult vissza az élvonalbeli versenyzéstől.

### Válogatott karrier
A magyar válogatott tagjaként részt vett a 2004-es athéni olimpián, ahol a csapat a 6. helyen végzett. 2003-ban Európa-bajnoki ezüst-, 2006-ban bronzérmes lett a csapattal.
Többször szerepelt a Vízilabda-világliga-sorozatban, 2004-ben ezüstérmet szerzett a csapattal.
Junior szinten is többszörös magyar válogatott volt, EB- és VB-érmeket is szerzett a magyar korosztályos csapattal.
2024-ben Belgrádban masters Európa-bajnokságot nyert korábbi válogatott csapattársaival.

## Magánélete
Férje Kiszelly Gábor, három gyermekük van. A sportpályafutása befejezése után civil pályán dolgozik. Érettségijét a kecskeméti Bolyai János Gimnáziumban szerezte, amely „olimpikonjai” között tartja számon.

## Eredményei

### Felnőtt válogatott eredményei
- 2003 – Európa-bajnoki ezüstérem (Ljubljana–Kranj)
- 2004 – Világliga ezüstérem (Long Beach)
- 2004 – 6. helyezés az athéni olimpián
- 2006 – Európa-bajnoki bronzérem (Belgrád)

### Utánpótlás eredményei
- 1998 – Junior Európa-bajnokság – arany (Millfield)
- 1999 – Junior világbajnokság – bronz (Messina)
- 2000 – Junior Európa-bajnokság – bronz (Plzeň)
- 2001 – Junior világbajnokság – 4. hely (Perth)

### Kluberedmények
BVSC:
- 2001 – OB I: 3. hely
- 2002 – OB I: 2. hely

Dunaújvárosi Főiskola:
- 2004 – Magyar bajnok
- 2005 – Magyar bajnok
- 2004 – Magyar Kupa-győztes
- 2005 – Magyar Kupa: 2. hely
- 2004 – Bajnokok Ligája: 3. hely
- 2005 – Bajnokok Ligája: 3. hely

- Díjak és elismerések:
  - Magyar Köztársaság Bronz Érdemkereszt (2004)

## További információ
- Magyar női vízilabda-válogatott
- Vereség a női póló Final Four nyitányán